# La Fille du Bâtard
La Fille du Bâtard est un roman du terroir de Hubert de Maximy, romancier, producteur de télévision et réalisateur français, né en 1944 à Craponne-sur-Arzon (Haute-Loire).
Ce livre, paru en juin 2011 aux éditions de l’Archipel est le dernier ouvrage de la trilogie que Le Bâtard du bois noir et La Revanche du Bâtard précèdent.

## Résumé
Le temps a passé, la Seconde Guerre mondiale se rapproche, Jeanne, la femme de Marius Malaguet a un accident de la route dans lequel elle trouve la mort. Sans enfant, Marius se retrouve seul mais il est consolé par sa sœur adoptive, Eugénie, que sa mère Marie avait recueillie en cherchant son amour de jeunesse, ainsi que par ses amis bagnards connus pendant la guerre et qui lui sont restés fidèles jusque dans le travail dans la scierie du Haut-Velay de leur ancien lieutenant.
Mais un nouveau combat appelle Marius, après la découverte d’une lettre dans laquelle une jeune fille, Diane, lui demande de l’aide. Il part la rejoindre à Lyon pour la sortir d’une situation familiale difficile d’autant plus que Diane est sans doute sa fille illégitime après une rencontre hasardeuse avec Uranie, la mère de Diane en 1918, dans un café lyonnais, lors d’une permission.

## Éditions
- Éditions de l’Archipel, Paris, 2011, 276 p.  (ISBN 978-2-8098-0473-7)[2]
- Le Grand Livre du Mois, Paris, 2011, 276 p.  (ISBN 978-2-286-07796-9)[3]
- Éditions de l’Archipel, Paris, 2012, 687 p. (Le Bâtard du bois noir, La Revanche du Bâtard et La Fille du Bâtard),  (ISBN 978-2-80980-881-0)[4]
- Éditions de Borée, Sayat, 2014, 379p.  (ISBN 978-2-8129-1276-4)[5]